# هیند لاروسی
هیند لاروسی (به هلندی: Hind Laroussi) (زاده ۳ دسامبر ۱۹۸۴) خواننده هلندی است.
او در مسابقه آواز یوروویژن ۲۰۰۸ نماینده هلند بود.